# Bryomanginia
Bryomanginia es un género de musgos perteneciente a la amilia Archidiaceae. Comprende 2 especies descritas y aceptadas.

## Taxonomía
El género fue descrito por Irénée Thériot y publicado en Fragmenta Floristica et Geobotanica 41: 478. 1996.

## Especies aceptadas
A continuación se brinda un listado de las especies del género Bryomanginia aceptadas hasta febrero de 2015, ordenadas alfabéticamente. Para cada una se indica el nombre binomial seguido del autor, abreviado según las convenciones y usos.
- Bryomanginia radiculosa (Herzog) R.H. Zander
- Bryomanginia saint-pierrei Thér.